# М'ясниці
М'ясни́ці — певний період після посту, коли за законом православної церкви дозволяється вживати м'ясну їжу, одружуватися тощо.
Традиційно розрізняють чотири такі періоди:
- між Успенським і Пилипівським постами (15 серпня — 14 листопада);
- між Різдвом і Масницею (25 грудня — тиждень перед Великим постом). Під час Масниці  можна їсти скоро́мну їжу (тваринного походження), але вже без м'яса;
- між Великим і Петровим постами (Великдень — тиждень після Трійці);
- між Петровим і Успенським постами (29 червня — 31 липня).

При цьому православний статут наказує одноденні пости по середах та п'ятницях. Влітку і восени на м'ясниці у ці дні тижня скоромна їжа заборонена, а весною і взимку — дозволена риба.
Особливо в селянському побуті осінні та зимові м'ясниці — пора сватань і весіль (окрім тижнів загальниць). Починаючи від Семена (1 вересня) або від Другої пречистої  (8 вересня), засилають сватів, а самі весілля часто відбуваються з Покрови (1 жовтня) через економічні та релігійні причини.
Запуст, заговини — останній день м'ясниць перед постом.